# Limax pseudocinereoniger
Limax pseudocinereoniger (лат.) — вид наземных стебельчатоглазых брюхоногих моллюсков семейства лимацид (Limacidae). Крупный слизень: длина тела живых особей может значительно превышать 116 мм. Окраска одноцветно светло-коричневая или от тёмно-коричневой до чёрной со светло-коричневыми боками. Распространён в Болгарии и Черногории. Экземпляры вида были найдены под брёвнами и камнями на лесной подстилке, под нависающими над землёй камнями, в щелях известняка и под отслоившейся корой мёртвых деревьев.
Limax pseudocinereoniger был выделен от более широко распространённого чёрного слизня (Limax cinereoniger) в результате молекулярных исследований в 2013 году и был формально описан в 2022 году. Внешне эти виды очень схожи, но имеют небольшие различия в строении половой системы.

## Описание

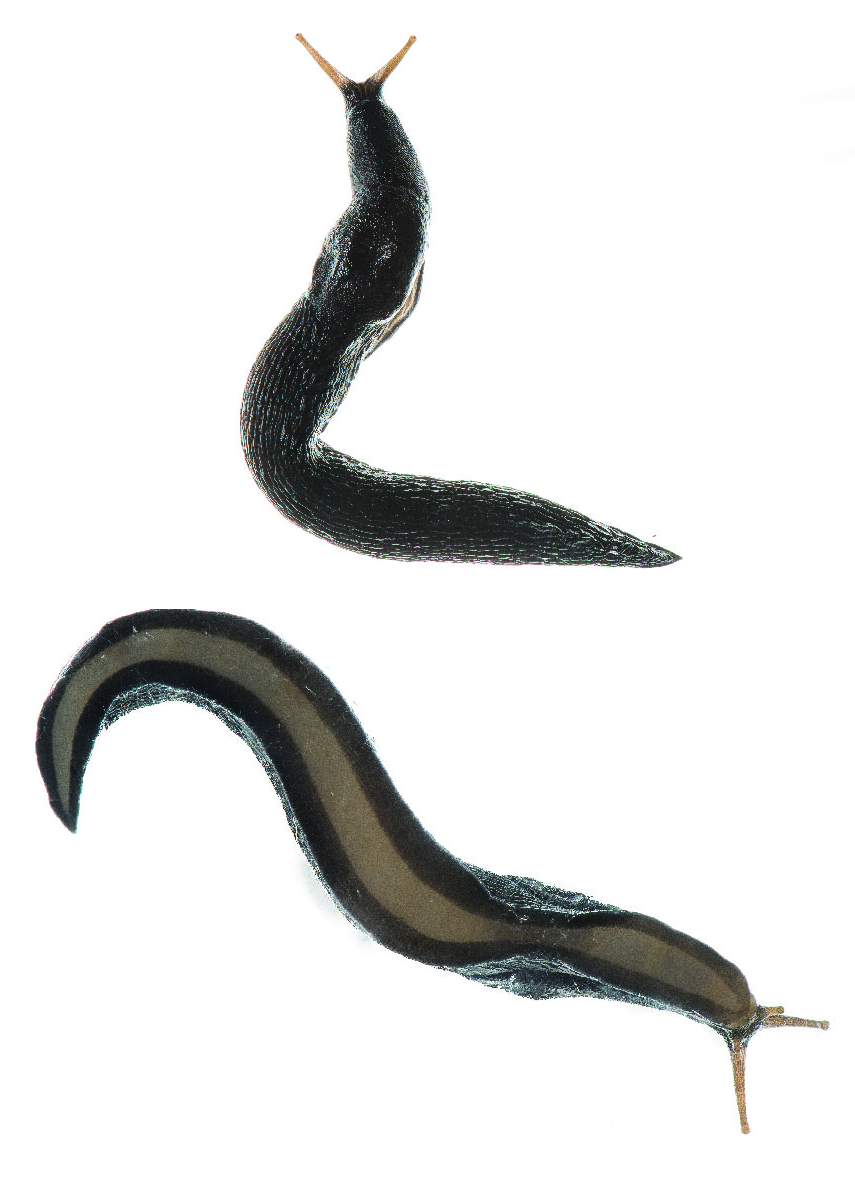
Вид сверху и снизу

Крупный слизень: длина тела у фиксированных экземпляров до 116 мм, длина мантии до 37, длина киля до 44 мм. Живые моллюски при движении могут быть значительно крупнее. Киль хорошо развит. Тело одноцветно светло-коричневое или от тёмно-коричневого до чёрного со светло-коричневыми боками (окраска у фиксированных экземпляров светло-серая с кремово-белыми боками или же одноцветная от серой до чёрной). Спина обычно темнее боков. Киль зачастую (но не всегда) ярче спины. Мантия без рисунка, её окраска схожа с окрасом спины или темнее (у фиксированных экземпляров окраска мантии схожа с окрасом спины или ярче). Срединная доля трёхраздельной подошвы кремово-белая, боковые доли покрыты серыми или чёрными пятнами, которые угасают от заднего конца тела к переднему и ближе к срединной доле. Окраска головы такая же, как у тела, или светлее, её верхняя часть темнее боков. Иногда вокруг рта и на щупальцах есть пятнистый рисунок. Окраска глазных щупалец от тёмно-серой до чёрной или кремово-белая с тёмными пигментными пятнами.

### Половая система
Гермафродитный проток длинный, кремового цвета, его дистальная часть утолщена и извита. Белковая железа желтоватая, пальцевидная. Спермовидукт изогнутый. Яйцевод белый, с хорошо развитой капсульной железой. Вагины нет. Проток семяприёмника впадает в яйцевод вблизи места соединения последнего с пенисом. Проток и резервуар семяприёмника без чёткого разделения. Резервуар овальный или грушевидный, прикреплён соединительными волокнами к яйцеводу. Атриум очень короткий, почти невидимый. Пенис цилиндрический, его длина составляет 78—90 мм у взрослых особей или около 4/5 длины тела у фиксированных экземпляров. Дистальная часть пениса с около четырьмя зигзагообразными изгибами, проксимальная часть прямая, но её конец (10—15 мм) вблизи семяпровода образует изгиб под острым углом. Семяпровод впадает ближе к концу пениса через короткую папиллу, оставляя слепой округлый вырост длиной 1—3 мм. Пениальный ретрактор крепится непосредственно проксимальнее семяпровода. Короткий и незаметный внутренний продольный пениальный шнур присутствует только в дистальной 1/5 части (или меньше) пениса. Поперечно исчерченный внутренний продольный пениальный гребень дистально проходит между отверстием протока семяприёмника и продолжается (проксимально) до области утолщённой стенки пениса. Немного дистальнее этого места развивается более заметная, поперечно исчерченная веерообразная структура — внутренний пениальный язычок, который проксимально поднимается на высоту, схожую с окружностью пениса. У некоторых особей внутренний пениальный язычок соприкасается с внутренним продольным пениальным гребенем, но у других они раздельны и идут параллельно на небольшом расстоянии. Внутренний продольный пениальный гребень с очень мелкими папиллами в начале и по направлению к проксимальной части имеет многочисленные очень тонкие поперечные выемки. Дистальная половина стенки пениса изнутри покрыта тонкими, слабыми поперечными рёбрышками. Проксимальная часть стенки пениса гладкая, без каких-либо видимых дополнительных структур, не считая отверстия семяпровода.

### Отличия от других видов
Limax pseudocinereoniger был выделен от более широко распространённого в Европе чёрного слизня (Limax cinereoniger) в результате молекулярных исследований. Эти виды внешне очень схожи и, по всей видимости, могут обитать совместно. У L. pseudocinereoniger спина чаще имеет коричневатую окраску, чем у L. cinereoniger, но в остальном других внешних отличительных признаков найдено не было. Половая система L. pseudocinereoniger отличается наличием односторонней выпуклости на утолщённой стенке пениса. Также было отмечено, что у L. pseudocinereoniger пениальный шнур хорошо выражен, а пениальный гребень наиболее высок в его проксимальной части, в то время как у симпатрических черногорских L. cinereoniger пениальный шнур выражен плохо или отсутствует, а пениальный гребень наиболее высок в его дистальной части. Однако, у экземпляров L. cinereoniger из других регионов вышеупомянутый признак пениального гребня не был обнаружен, а пениальный шнур может быть выражен также хорошо, как и у L. pseudocinereoniger.

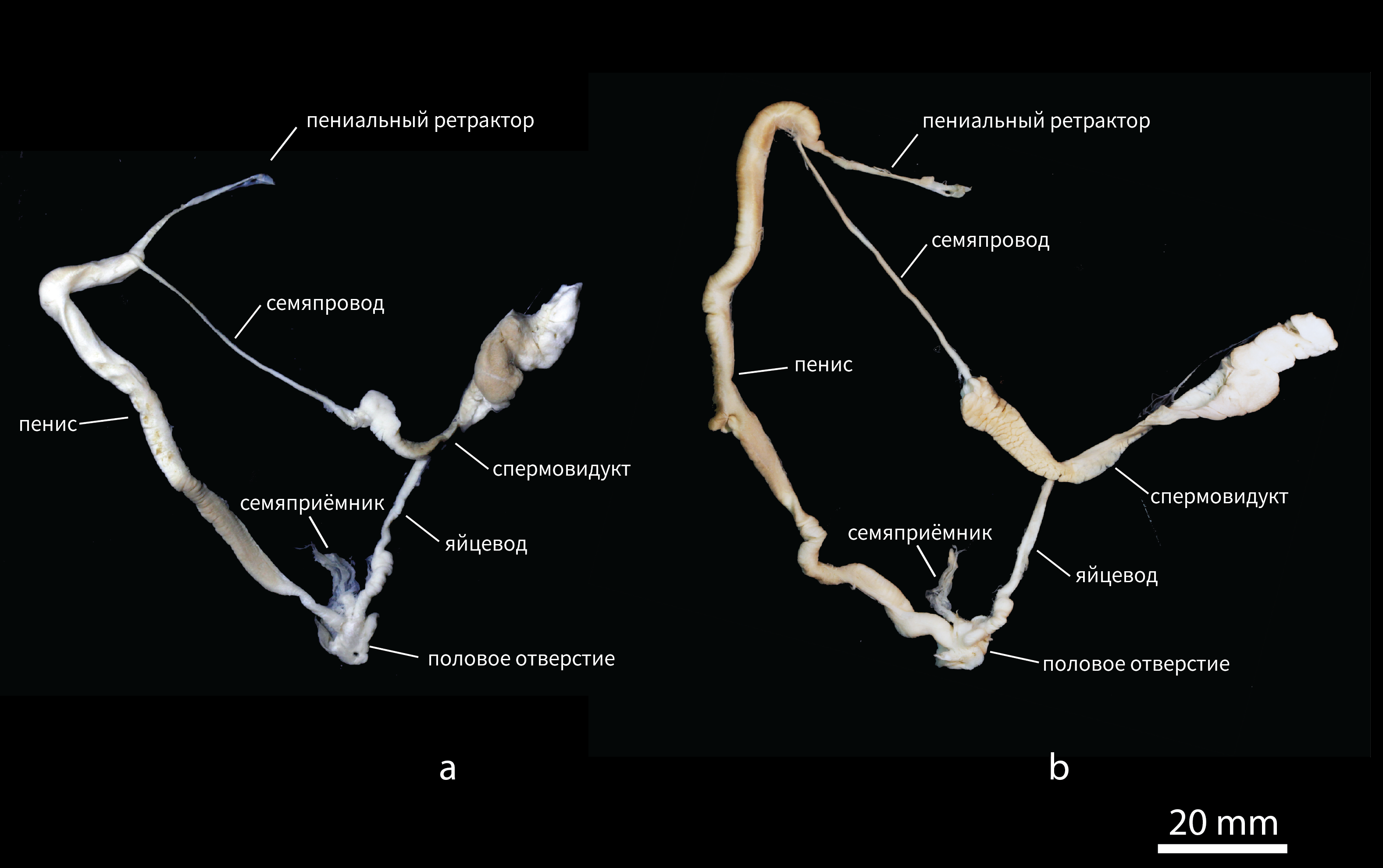
Половая система Limax pseudocinereoniger (a) и Limax cinereoniger (b)
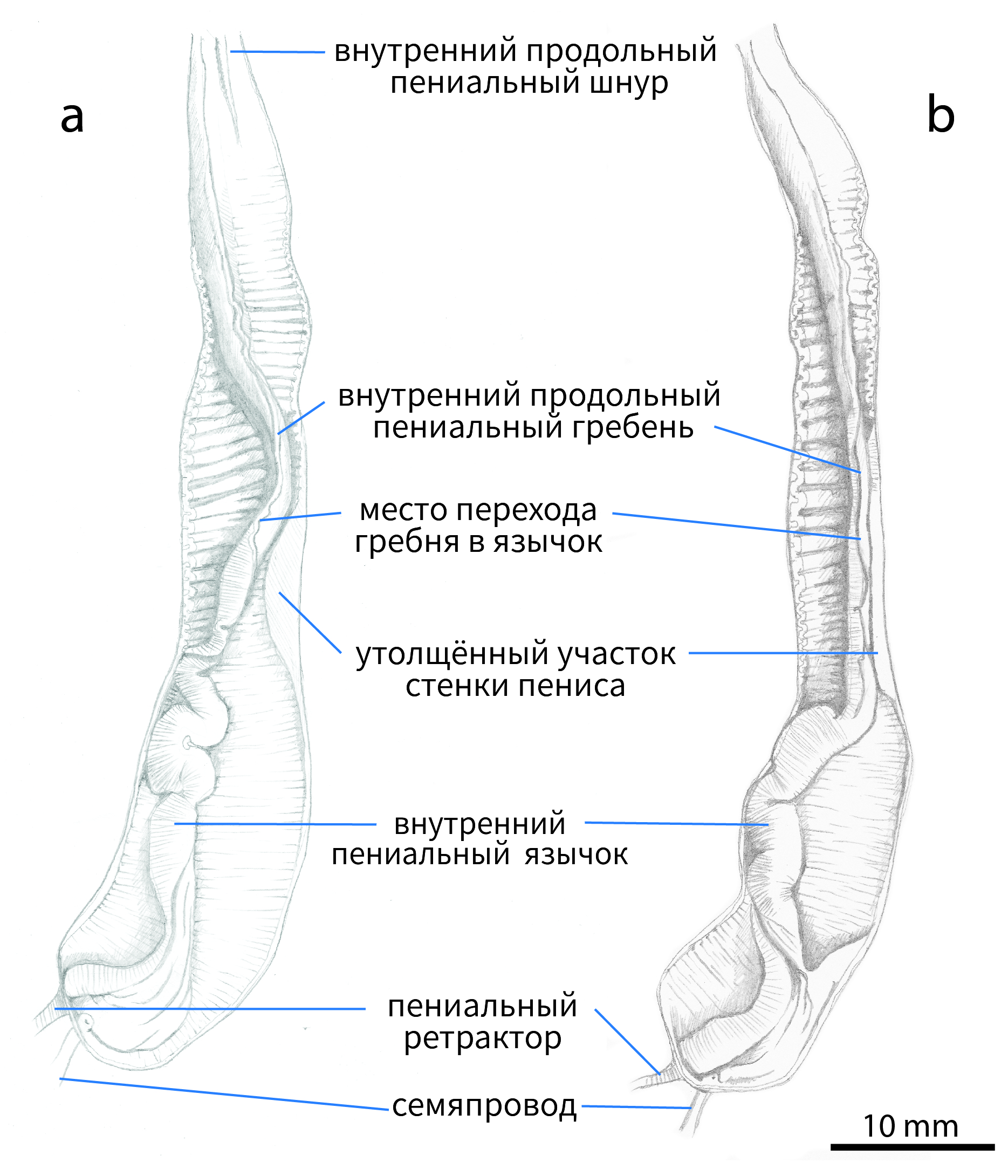
Внутреннее строение пениса Limax pseudocinereoniger (a) и Limax cinereoniger (b)

От неописанных балканских видов рода Limax, выделенных Барбарой Нитц и соавторами (2013) в результате молекулярных исследований, Limax pseudocinereoniger отличается следующим образом:
- У Limax sp. [Montenegro], найденном в субальпийском лесу в Черногории, длина пениса составляет 1,2 от длины тела (0,8 у L. pseudocinereoniger), окраска между морщинами светлее (у L. pseudocinereoniger она одноцветно тёмно-серая), киль короткий и незаметный.
- У Limax sp. [Albania], найденном в Албании, длина пениса составляет 0,5 от длины тела, пенис почти прямой (извитый и изогнутый у L. pseudocinereoniger), подошва полностью бледная, киль короткий и незаметный.
- Limax sp. [pseudomaximus], найденный в Болгарии и Северной Македонии, имеет рисунок в виде нескольких чёрных пятен и множества белых пятен на мантии, на спине есть два продольных ряда чёрных пятен, подошва полностью бледная, киль короткий и незаметный.

## Распространение и экология
Распространён в Черногории и Болгарии. Экземпляры вида были найдены под брёвнами и камнями на лесной подстилке, под нависающими над землёй камнями, в щелях известняка и под отслоившейся корой мёртвых деревьев. По-видимому, Limax pseudocinereoniger может обитать совместно с Limax cinereoniger, так как известные локалитеты этих видов в Каньоне реки Тары находятся в менее 7 км друг от друга.
Спаривающиеся особи данного вида подобно L. cinereoniger повисают не на слизистом шнуре (как это делают многие другие представители рода Limax), а на капле или «парусе» из слизи.

## Таксономия
Молекулярные исследования слизней рода Limax, проведённые Барбарой Нитц и соавторами (2013), выявили ряд новых, ранее не описанных видов. Один из таких видов был найден в Болгарии и Черногории, и из-за его сходства с Limax cinereoniger ему было дано предварительное название Limax sp. [pseudocinereoniger]. Грамматический род названия — мужской.
Формально Limax pseudocinereoniger был описан немецким биологом Менно Схилтхёйзеном и соавторами в 2022 году. Экземпляры вида были собраны в 2018 и 2019 годах в национальном парке «Дурмитор» во время гражданских научных экспедиций, а также были найдены Схилтхёйзеном и в других локалитетах Черногории. Изначально эти слизни были определены как L. cinereoniger, однако молекулярные исследования показали, что экземпляры из Черногории принадлежат к двум разным видам. Один из них является истинным L. cinereoniger, в то время как ДНК-последовательность COI второго почти полностью соответствует экземплярам «pseudocinereoniger», изученным Нитц. Разница между последовательностями COI данных видов составляет около 10 %. Кроме того, авторы обнаружили один экземпляр, занимающий генетически промежуточное положение между L. cinereoniger и L. pseudocinereoniger и, вероятно, являющийся новым неописанным видом.
Голотип L. pseudocinereoniger был найден в Каньоне Тары и хранится в Центре изучения биоразнообразия Натуралис (Лейден, Нидерланды). Три паратипа хранятся в коллекции научной организации Taxon Expeditions (Лейден). Один из них был собран в Каньоне Тары, другой — в долине озера Сушичко, третий — в Грабовице. Ещё один паратип был найден в горном массиве Проклетие и хранится в Зоологической государственной коллекции Мюнхена.
В 1941 году У. Герхардт описал вариетет Limax cinereoniger var. schulzei из горного массива Рила в Болгарии, указывая, что он отличается коричневой окраской, более коротким цэкумом и процессом спаривания (спаривание занимает меньше времени и происходит раньше днём). В 1983 году А. Х. Виктор свёл данный таксон в синонимы к L. cinereoniger. Типовые экземпляры данного вариетета считаются утерянными. Тем не менее описание и типовое местонахождение var. schulzei позволяют предположить, что Герхард мог иметь дело с экземплярами L. pseudocinereoniger.